# John Kalodner
John David Kalodner (...) è un ex A&R statunitense dell'industria musicale.

## Biografia
Ha lavorato per diversi artisti tra cui Foreigner, AC/DC, Peter Gabriel e Phil Collins sotto l'Atlantic Records negli anni '70.
È stato successivamente scelto come primo A&R per la nuova etichetta di David Geffen, la Geffen Records nel 1980, dove ha lavorato per White Zombie, Madness, XTC, Whitesnake, Wang Chung, Nelson e Aerosmith. Ha inoltre portato Jimmy Page e Sammy Hagar al successo come artisti solisti ed è stato il responsabile per la collaborazione musicale Coverdale•Page.
Kalodner ha anche raccomandato canzoni per film come Top Gun e Footloose. Kalodner ha seguito gli Aerosmith alla Columbia Records negli anni '90, dove ha inoltre lavorato per Cher, Santana, Journey, Manowar, Chicago, Heart, Iron Maiden, Joe Satriani, Steve Vai, Ted Nugent, REO Speedwagon, Mars Electric, Black Crowes, e altri.
Lo status speciale di John Kalodner è certificato dal fatto che egli è spesso accreditato negli album solo per essere sé stesso. Secondo quanto riportato dal sito ufficiale di Kalodner, la dicitura "John Kalodner: John Kalodner" 
ha avuto origine con l'album Double Vision dei Foreigner nel 1978, quando il produttore del disco, Keith Olsen, stava pensando a come accreditare il coinvolgimento e l'apporto di Kalodner per la band e per l'album. In linea con il tema della "visione doppia" (Double Vision), il chitarrista dei Foreigner, Mick Jones ha avuto l'idea di raddoppiare il nome di Kalodner.
Kalodner ha lavorato inoltre con Billy Idol, Jack Blades e Steve Perry prima di ritirarsi dall'industria musicale nel 2006.